# کاوولپونه
کاوولپونه (به لاتین: Kavulpone) یک منطقهٔ مسکونی در سری‌لانکا است که در استان مرکزی (سری‌لانکا) واقع شده‌است.